# Il figlio di Cleopatra
Il figlio di Cleopatra è un film del 1964, diretto da Ferdinando Baldi.

## Trama
El Kebir, il figlio nato dall'amore di Cesare per Cleopatra, si ribella a  Publio Petronio, il governatore romano d'Egitto messo da Augusto.
Dopo aver tentato invano di organizzare una rivolta, le cose saranno rimesse a posto dall'intervento dell'imperatore.